# Léning
Léning (fràncic lorenès Läning) és un municipi francès situat al departament del Mosel·la i a la regió del Gran Est. L'any 2007 tenia 276 habitants.

## Demografia

### Població
El 2007 la població de fet de Léning era de 276 persones. Hi havia 92 famílies, de les quals 12 eren unipersonals (12 homes vivint sols), 24 parelles sense fills, 52 parelles amb fills i 4 famílies monoparentals amb fills.
La població ha evolucionat segons el següent gràfic:
Habitants censats

### Habitatges
El 2007 hi havia 104 habitatges, 96 eren l'habitatge principal de la família i 8 eren segones residències. 94 eren cases i 8 eren apartaments. Dels 96 habitatges principals, 81 estaven ocupats pels seus propietaris i 15 estaven llogats i ocupats pels llogaters; 2 tenien dues cambres, 3 en tenien tres, 16 en tenien quatre i 75 en tenien cinc o més. 85 habitatges disposaven pel capbaix d'una plaça de pàrquing. A 37 habitatges hi havia un automòbil i a 55 n'hi havia dos o més.

### Piràmide de població
La piràmide de població per edats i sexe el 2009 era:
| Homes | Edats   | Dones |
| ----- | ------- | ----- |
| 0     | 95 o +  | 0     |
| 0     | 90 a 94 | 0     |
| 0     | 85 a 89 | 4     |
| 0     | 80 a 84 | 4     |
| 4     | 75 a 79 | 0     |
| 8     | 70 a 74 | 8     |
| 4     | 65 a 69 | 4     |
| 8     | 60 a 64 | 4     |
| 0     | 55 a 59 | 0     |
| 12    | 50 a 54 | 0     |
| 4     | 45 a 49 | 12    |
| 4     | 40 a 44 | 8     |
| 16    | 35 a 39 | 8     |
| 4     | 30 a 34 | 4     |
| 4     | 25 a 29 | 0     |
| 4     | 20 a 24 | 4     |
| 12    | 15 a 19 | 4     |
| 0     | 10 a 14 | 16    |
| 8     | 5 a 9   | 0     |
| 4     | 0 a 4   | 16    |

## Economia
El 2007 la població en edat de treballar era de 175 persones, 121 eren actives i 54 eren inactives. De les 121 persones actives 106 estaven ocupades (63 homes i 43 dones) i 15 estaven aturades (8 homes i 7 dones). De les 54 persones inactives 18 estaven jubilades, 13 estaven estudiant i 23 estaven classificades com a «altres inactius».

### Ingressos
El 2009 a Léning hi havia 95 unitats fiscals que integraven 265 persones, la mediana anual d'ingressos fiscals per persona era de 18.800 €.

### Activitats econòmiques
Dels 10 establiments que hi havia el 2007, 1 era d'una empresa extractiva, 1 d'una empresa de comerç i reparació d'automòbils, 1 d'una empresa d'hostatgeria i restauració, 1 d'una empresa financera, 5 d'empreses de serveis i 1 d'una empresa classificada com a «altres activitats de serveis».
Dels 3 establiments de servei als particulars que hi havia el 2009, 1 era una oficina bancària, 1 restaurant i 1 saló de bellesa.
L'any 2000 a Léning hi havia 7 explotacions agrícoles.

## Equipaments sanitaris i escolars
El 2009 hi havia una escola elemental.

## Poblacions més properes
El següent diagrama mostra les poblacions més properes.